# ماریک
ماریک (به انگلیسی: Marrick) یک روستا و محله مدنی در بریتانیا است که در ریچموندشر واقع شده‌است. ماریک ۱۴۸ نفر جمعیت دارد.